# Dixa blax
Dixa blax är en tvåvingeart som beskrevs av Dyar och Shannon 1924. Dixa blax ingår i släktet Dixa och familjen u-myggor.
Artens utbredningsområde är Arizona. Inga underarter finns listade i Catalogue of Life.